# La Dama del balcón
L'escultura urbana coneguda pel nom La Dama del balcón, ubicada al Parque Oeste, a la ciutat d'Oviedo, Principat d'Astúries, Espanya, és una de les més d'un centenar que adornen els carrers de l'esmentada ciutat espanyola.
El paisatge urbà d'aquesta ciutat, es veu adornat per obres escultòriques, generalment monuments commemoratius dedicats a personatges d'especial rellevància en un primer moment, i més purament artístiques des de finals del segle xx.
L'escultura, feta de marbre, és obra de José Antonio Nava Iglesias, i està datada 2002, data que apareix a la cartellera en bronze que acompanya l'estàtua (en la qual a més apareix una inscripció més gran que diu : "DAMA DEL BALCÓN / AUTOR: JOSÉ ANTONIO NAVA / OVIEDO. 1 DE DICIEMBRE. 2002"), però malgrat que no consta una data d'inauguració oficial, hi ha autors que la daten l'any 2003
L'escultura, que mesura uns dos metres i mig, va ser adquirida per la Societat del Cinturó Verd d'Oviedo, que la va donar posteriorment a la ciutat.